# Platyoides leppanae
Platyoides leppanae là một loài nhện trong họ Trochanteriidae. Loài này phân bố ở Mozambique en Nam Phi.